# Himantura pareh
Himantura pareh és una espècie de peix pertanyent a la família dels dasiàtids.

## Reproducció
És ovovivípar.

## Hàbitat
És un peix marí, demersal i de clima tropical.

## Distribució geogràfica
Es troba al Pacífic occidental central: Indonèsia.

## Observacions
És inofensiu per als humans.